# Heiligenreliefs in Aiterbach

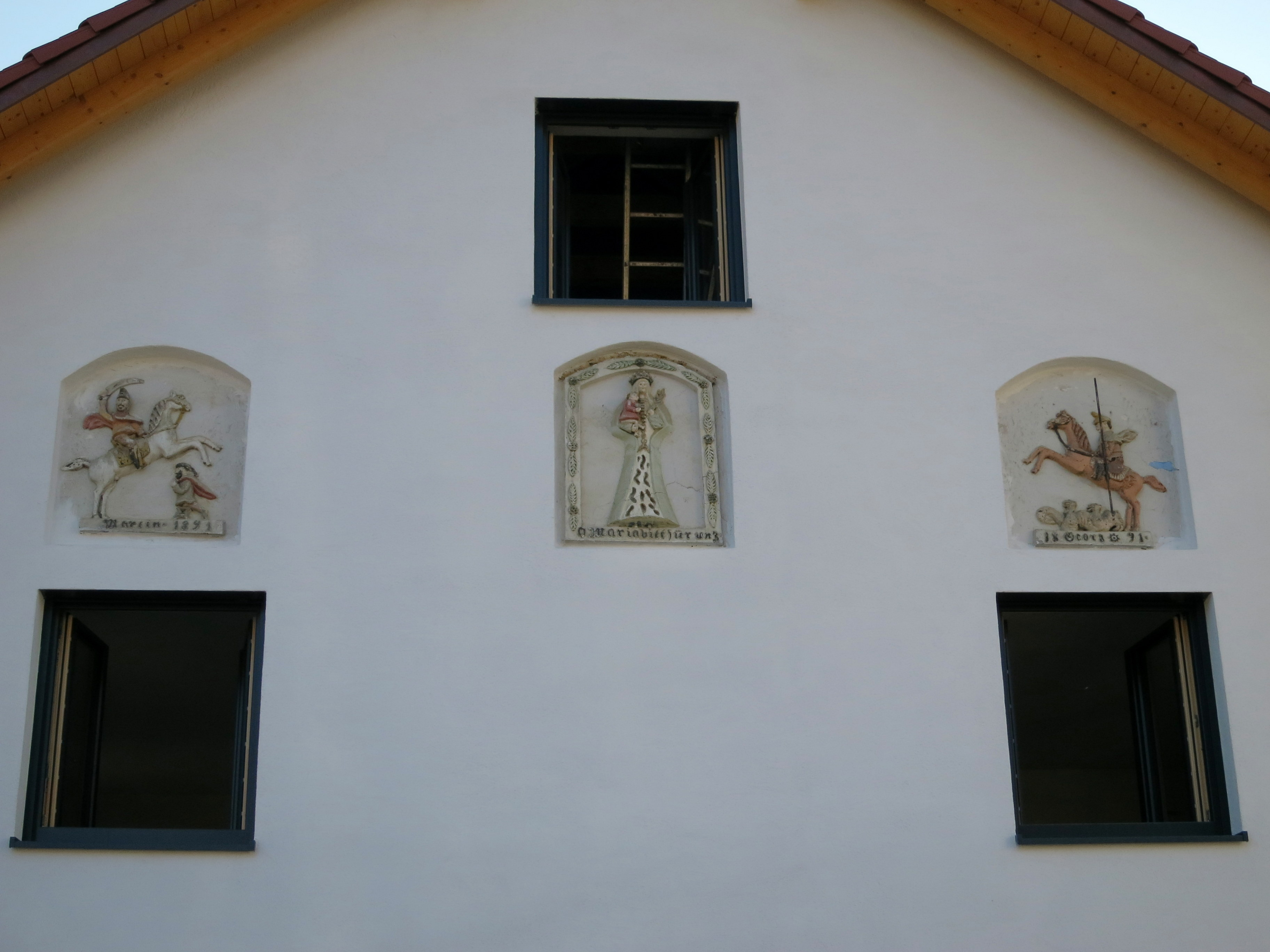
Heiligenreliefs in der Atterstraße 25

Die Heiligenreliefs in Aiterbach am oberen Giebel eines Wohnhauses in der Atterstraße 25 des Ortsteils Aiterbach der Gemeinde Allershausen im Landkreis Freising sind Mörtelplastiken, die es im oberbayerischen Raum öfter gibt und die mit „1891“ bezeichnet sind.
Dargestellt sind von links nach rechts:
- der heilige Martin, der einem Bettler einen Teil seines Mantels absäbelt, während sein Ross sich aufbäumt,
- die heilige Maria mit dem Jesuskind, die in der linken Hand vermutlich eine Lilie hält
- der heilige Georg, der einen Drachen ersticht.

Über die heilige Maria sagt Josef Bogner: „Die Giebelfronten von Wohnhäusern und einzelne Stadel tragen hie und da (Aiterbach. u. a.) das Bildnis der hl. Maria mit dem Kinde in der einen, mit Schweißtuch, Lilie oder Palmzweig in der anderen Hand und darin kehrt die altbayrische Marienverehrung wieder.“
Das Haus wurde 2017 renoviert; vom alten Wohnhaus eines Bauernhofes ist nicht mehr viel zu sehen. Die wohl farblich aufgefrischten Mörtelplastiken sind geschützte Teile eines Baudenkmals mit der Aktennummer D-1-78-113-9 des BLfD.